# Digitalism
I Digitalism sono un duo musicale tedesco Dance punk fondato nel 2004 ad Amburgo composti da Jens "Jence" Moelle e İsmail "Isi" Tüfekçi. Sono affiliati all'etichetta discografica francese Kitsuné Music.

## Storia
Debuttano nel 2004 con il singolo autoprodotto Idealistic, seguito l'anno successivo dalla hit electro-house Zdarlight, che li consacra al pubblico del clubbing mondiale. Proseguono la loro attività producendo numerosi remix e un ulteriore singolo, Jupiter Room. Solo il 21 maggio 2007 viene pubblicato l'album Idealism, che raggiunge le 180 000 copie vendute, il cui singolo Idealistic verrà utilizzato nelle colonne sonore dei videogiochi Midnight Club: Los Angelese Saints Row: The Third. Contemporaneamente esce l'EP Pogo, di fatto il quarto singolo della band, in supporto all'album rilasciato a maggio. L'album contiene anche la re-edit di Fire in Cairo dei Cure, intitolata Digitalism in Cairo. Il singolo Pogo è presente nei videogiochi Need for Speed: ProStreet e FIFA 08. La canzone Circles, terza traccia del loro secondo album I Love You Dude, è parte della soundtrack di FIFA 12, mentre la canzone Shangri-La è presente in FIFA 17.

## Influenze
La band è stata più volte paragonata ai Daft Punk, che restano una delle influenze più facilmente percepibili. Proponendosi con un suono prettamente elettronico, tuttavia i Digitalism richiamano spesso e volentieri sonorità e sapori dell'indie rock contemporaneo, fatto nuovo rispetto alla formazione francese a cui sono spesso paragonati. Per questa commistione, e per affinità di circuiti di pubblico, la band è stata spesso associata anche al fenomeno New rave. Altre affinità sono percepibili nei confronti dei belgi Soulwax e del francese Cassius; in generale, le produzioni dei Digitalism sono vicine a tutta l'onda French Touch, nonostante mantengano un suono di maniera che li rende difficilmente ascrivibili a un genere preciso.

## Discografia

### Album
- 2007 -  Idealism
- 2011 - I Love You Dude
- 2016 - Mirage
- 2019 - JPEG

### Singoli ed EP
- 2004 - Idealistic
- 2006 - Zdarlight
- 2006 - Jupiter Room
- 2007 - Pogo
- 2007 - The Twelve Inches EP
- 2007 - Zdarlight - The Unrealized EP
- 2008 - Moshi Moshi EP (Japan Release)
- 2008 - Pogo the Remixes
- 2008 - Hands On Idealism EP
- 2010 - Blitz EP
- 2011 - I Club You Dude
- 2012 - Falling

### Remix
- 2005 - Einzeller - Schwarzfahrer
- 2005 - Munk - Disco Clown
- 2005 - Martin Peter - Psychoville
- 2005 - Sono - A New Cage
- 2005 - Lisa Stansfield - If I Hadn't Got You (Digitalism Remix/Digitalism Dub)
- 2005 - Tom Vek - Nothing But Green Lights
- 2005 - The White Stripes - Seven Nation Army (Digitalism Twist-up Remix)
- 2006 - Cajuan - Dance, Not Dance
- 2006 - The Cure - Fire in Cairo
- 2006 - Cut Copy - Going Nowhere
- 2006 - Daft Punk - Technologic (Digitalism's Highway to Paris Remix)
- 2006 - Depeche Mode - Never Let Me Down Again
- 2006 - The Futureheads - Skip to the End (Digitalism Remix/Digitalism Re-Rub)
- 2006 - Klaxons - Atlantis to Interzone (Digitalism's Klix Klax R-R-Remix)
- 2006 - The Presets - Down Down Down
- 2006 - Test Icicles - What's Your Damage?
- 2006 - Tiga - (Far From) Home
- 2007 - Dave Gahan - Kingdom
- 2008 - "Home Zone" (11th Avenue Is Burning Digitalism Criminal Club Mix)
- 2008 - "The Pulse" (Digitalism High Pulse Club Mix)

Il brano Pogo è stato utilizzato nella colonna sonora dei celebri videogiochi Need for Speed: ProStreet e FIFA 08.
Il brano Circles è stato usato nella colonna sonora del videogioco FIFA 12.
Il brano "Zdarlight" è stato utilizzato nello spot della BMW X1